# Чагарниця нільгірійська
Чагарни́ця нільгірійська (Montecincla cachinnans) — вид горобцеподібних птахів родини Leiothrichidae. Ендемік Індії. Сіровола чагарниця раніше вважалася підвидом нільгирійської чагарниці.

## Опис
Довжина птаха становить 20,5-24 см. Верхня частина тіла темно-оливково-сіра, нижня частина тіла рудувата. Тім'я темно-буре, над очима широкі білі "брови", через очі проходять чорні смуги. Горло чорне, хвіст оливково-коричневий. Очі червонувато-карі, дзьоб і лапи чорні.

## Поширення і екологія
Нільгирійські чагарниці є ендеміками гір Нілґірі в Західних Гатах, що розташовані на південному заході Індії. Вони живуть в густому підліску гірських тропічних лісів, в порослих густими чагарниковими зарослями ярах, на узліссях, в садах і на плантаціях. Зустрічаються на висоті від 1200 до 2285 м над рівнем моря, переважно на висоті понад 1800 м над рівнем моря.

## Поведінка
Нігьгірійські чагарниці живляться безхребетними, нектаром, квітками, плодами і ягодами. Сезон розмноження триває з січня по липень. В кладці 2-3 яйця. Інкубаційний період триває 16-17 днів.

## Збереження
МСОП класифікує цей вид як такий, що перебуває під загрозою зникнення. За оцінками дослідників, популяція нільгирійських чагарниць становить від 3750 до 15000 птахів. Їм загрожує знищення природного середовища.